# Denver, der letzte Dinosaurier
Denver, der letzte Dinosaurier (Originaltitel: Denver, the Last Dinosaur) ist eine US-amerikanische Zeichentrickserie, die zwischen 1988 und 1989 produziert wurde.

## Handlung
Eine Gruppe Teenager findet eines Tages bei ihren Skateboard-Abenteuern ein sehr großes Ei. Kurze Zeit später schlüpft daraus der freundliche Dinosaurier Denver. Von nun an wird er der beste Freund der Teenager. Sie erleben gemeinsam viele Abenteuer und machen Denver mit dem modernen Leben in einer Stadt vertraut. Allerdings müssen sie immer dafür sorgen, dass ihn niemand entdeckt und suchen daher Verstecke für ihn.

## Produktion und Veröffentlichung
Die Serie wurde zwischen 1988 und 1989 von World Events Productions und Calico Entertainment in den Vereinigten Staaten produziert. Dabei sind 2 Staffeln mit 52 Folgen entstanden. 
Erstmals wurde die Serie 1998 auf mehreren englischsprachigen Fernsehsendern ausgestrahlt. Die deutsche Erstausstrahlung fand 1997 auf RTL Television statt und weitere Ausstrahlungen folgten bis 2001 auf RTL II. Zudem erschien die englische Version auf DVD. 

## Episodenliste

### Staffel 1
| Folge (gesamt) | Folge (Staffel) | Originaltitel             | Erstausstrahlung |
| 1              | 01              | Denver, the Last Dinosaur | 01.04.1988       |
| 2              | 02              | In the Chips              | 25.09.1988       |
| 3              | 03              | Videooh                   | 02.10.1988       |
| 4              | 04              | The Monster of Lost Lake  | 09.10.1988       |
| 5              | 05              | Denver Makes the Grade    | 16.10.1988       |
| 6              | 06              | Big Top Denver            | 23.10.1988       |
| 7              | 07              | The Misunderstanding      | 30.10.1988       |
| 8              | 08              | Lions, Tigers and Dinos   | 06.11.1988       |
| 9              | 09              | Change of Heart           | 13.11.1988       |
| 10             | 10              | Bronco-Saurus             | 20.11.1988       |
| 11             | 11              | Denver, Dino-Star         | 27.11.1988       |
| 12             | 12              | Dinoland                  | 04.12.1988       |
| 13             | 13              | Winning                   | 11.12.1988       |

### Staffel 2
| Folge (gesamt) | Folge (Staffel) | deutscher Titel              | Originaltitel                          | Erstausstrahlung |
| 14             | 01              | –                            | Enter the Dino                         | 07.05.1989       |
| 15             | 02              | Denver im Radio              | Radio Denver                           | 21.05.1989       |
| 16             | 03              | –                            | The Phantom of the Movie Theater       | 28.05.1989       |
| 17             | 04              | –                            | Missing Links                          | 27.09.1989       |
| 18             | 05              | Denver kommt auf den Hund    | Dog Gone Denver                        | 28.09.1989       |
| 19             | 06              | –                            | Party Time                             | 29.09.1989       |
| 20             | 07              | –                            | Aunt Shadies Ghost Town                | 02.10.1989       |
| 21             | 08              | Der Film-Dino                | Movie-Starus                           | 03.10.1989       |
| 22             | 09              | –                            | Denver At Sea                          | 04.10.1989       |
| 23             | 10              | –                            | Ski Denver                             | 04.10.1989       |
| 24             | 11              | –                            | Beach Blanket Dino                     | 05.10.1989       |
| 25             | 12              | –                            | History Repeats Itself                 | 09.10.1989       |
| 26             | 13              | –                            | Battle of the Bands                    | 16.10.1989       |
| 27             | 14              | –                            | The Comic Book Caper                   | 23.10.1989       |
| 28             | 15              | –                            | Carnival                               | 06.11.1989       |
| 29             | 16              | –                            | Denver and the Cornstalk               | 09.11.1989       |
| 30             | 17              | –                            | Birthday Party From Outer Space        | 10.11.1989       |
| 31             | 18              | –                            | China Town Caper                       | 13.11.1989       |
| 32             | 19              | –                            | Pen Pal                                | 14.11.1989       |
| 33             | 20              | –                            | Tea Time for Dinosaur                  | 24.11.1989       |
| 34             | 21              | –                            | Food Wars                              | 27.11.1989       |
| 35             | 22              | –                            | The Roast Chicken Distraction          | 28.11.1989       |
| 36             | 23              | –                            | Who Is Matt Thompson?                  | 04.12.1989       |
| 37             | 24              | Der Dressur-Akt              | Denver, the Lost Dinosaur              | 05.12.1989       |
| 38             | 25              | Das Dino-Fitness-Programm    | Jogging Denver (aka Dino-cise)         | 11.12.1989       |
| 39             | 26              | Die Ritterspiele             | Denver, the Last Dragon                | 12.12.1989       |
| 40             | 27              | Denver geht in die Luft      | High Flying Denver                     | 18.12.1989       |
| 41             | 28              | Die Ausgrabung               | Denver At the Digs                     | 19.12.1989       |
| 42             | 29              | Das Hochzeitsessen           | Chef Denver                            | 01.01.1990       |
| 43             | 30              | Eine Show auf dem Eis        | Fizzback’s Follies                     | 02.01.1990       |
| 44             | 31              | Der Dino-Experte             | Dinos Are My Life                      | 08.01.1990       |
| 45             | 32              | Unterwegs in den Sümpfen     | Bayou Blues                            | 09.01.1990       |
| 46             | 33              | Der geheimnisvolle Tempel    | Canatta                                | 15.01.1990       |
| 47             | 34              | Ein Planet sucht Bewohner    | Pluto Needs People                     | 16.01.1990       |
| 48             | 35              | Ein orientalisches Abenteuer | Arabian Adventure                      | 22.01.1990       |
| 49             | 36              | Ein schöner Tag am Strand    | Venice Beach Blast                     | 23.01.1990       |
| 50             | 37              | Der Superjournalist          | Big News Denver                        | 29.01.1990       |
| 51             | 38              | Die Fiesta                   | Viva Denver!                           | 30.01.1990       |
| 52             | 39              | Der Trick mit dem Schnee     | There’s No Business Like Snow Business | 05.02.1990       |